# Catedral de Santa Isabel de Malabo
Santa Isabel de Malabo és una catedral catòlica al costat occidental de la plaça de la Independència (antiga Plaza de España), a la ciutat de Malabo de la Guinea Equatorial. És la seu de l'arxidiòcesi de Malabo, i l'església més important del país. Quan es va construir durant el període de domini espanyol a Guinea, va ser el símbol del poder catòlic a la colònia. L'obra va ser finançada pels fidels i col·laboracions de destacats empresaris de la colònia i del govern local.

## Història del projecte
El projecte inicial data del 1897 i les obres van començar el 1899. El 1901, el pare claretià Lluís Sagarra i Llauradó (La Selva del Camp, 1871 – Concepción, 1949) va modificar absolutament la proposta inicial. El projecte era molt atrevit i hi havia dubtes sobre la viabilitat. Sembla que el pare Coll, quan era bisbe de Barcelona Salvador Casañas i Pagès, va mostrar el projecte a Antoni Gaudí (1852-1926). Segons Sagarra, l'arquitecte director de les obres de la Sagrada Família va avalar positivament la iniciativa de Sagarra.
Anys després, va ser Jeroni Martorell i Terrats (1877-1951), arquitecte deixeble de Josep Puig i Cadafalch, molt actiu en la restauració de monuments i autor de diverses publicacions, entre les quals destaca Estructures de maó i ferro atirantades a l'arquitectura catalana que va assessorar les obres.
A la construcció van col·laborar germans claretians. Sota la direcció del projecte de Sagarra, el germà Jaume Miquel va dirigir la construcció, el germà Ramon Ollé en va construir les voltes catalanes, el germà Ignacio Meabe va construir les cobertes i el germà Diego Rubio va assumir els acabats. A l'equip es van integrar alemanys provinents del Camerun i artesans ebenistes com Juan Henseler.
Excepte les dues torres, la construcció va ser acabada 1916. Les grans torres que coronen la façana occidental, de 40 metres d'alçada, es van completar el 1927. Entre el 1928 i el 1932 es va construir el palau arquebisbal segons el projecte de Sagarra. El 1954 es van realitzar intervencions importants al cambril, que es va acabar amb diferents sorts de marbre.
De 2013 a 2018 va subir una gran restauració interior i exterior, dirigida per l'empresa Somagec. La tarda del 15 de gener de 2020 va sofrir un important incendi que va afectar el sostre.

## Composició arquitectònica
La catedral, d'estil neogòtic és una construcció mixta de maçoneria, pedra picada, ceràmica i acer. És de planta basilical, amb transsepte, presbiteri octogonal i tres naus. Destaquen a la façana principal i a les façanes del transsepte tres grans rosetons. La nau central és resolta amb voltes de creueria d'arcs apuntats i separada de les laterals per pilars d'acer revestits de formigó.
Al creuer i presbiteri les columnes són fasciculades de pedra artificial. Al presbiteri, a l'alçada de tres metres, hi ha sis grans tribunes amb baranes ornamentades amb calats gòtics. A les naus laterals, de dimensions reduïdes, s'obren grans finestrals, amb vitralls emplomats, que aporten lluminositat a l'interior. El cor, situat al peu de la catedral, ocupa dos trams de voltes a la nau central i un a les laterals, sostingut per dos arcs carpanells i sis de mig punt. Destaquen les voltes catalanes de ceràmica, marbres i estucats marbrejats de la part del cor.
La riquesa dels acabats és sorprenent en comparació amb altres construccions contemporànies. La majoria de peces van ser importades i provenien de prestigioses indústries artístiques de Barcelona: el vitrall emplomat del presbiteri de Rigalt i Cia, paviments de mosaic hidràulic de Butsems i Cia, altars de Francesc Rifà, talles religioses de Josep Rius, baranes de ferro del cambril i el presbiteri de Damians, etc.